# Pokoutník domácí
Pokoutník domácí (Tegenaria domestica) je pavouk z čeledi pokoutníkovitých, blízce příbuzný pokoutníkovi stepnímu (Eratigena agrestis) a snadno zaměnitelný s o něco větším pokoutníkem tmavým. Od ostatních zástupců rodu Tegenaria se liší méně výraznou kresbou a celkově jednoduchým zbarvením.

## Rozšíření
Jde o hojný kosmopolitní a synantropní druh, vyskytuje se téměř na celém světě a většinou v blízkosti člověka. Žije prakticky v celé Evropě, směrem na sever až v Norsku, Švédsku a v dalších zemích Skandinávie, jižním směrem až v Severní Africe (v Alžírsku nebo Libyi). Příležitostně se ukáže i v Asii (především na západě). Zavlečen byl do Austrálie a na Nový Zéland. V Severní Americe je k vidění od Kanady až po Louisianu. Obecně se předpokládá, že na západní kontinent se dostal jako „černý pasažér“ na lodích, za éry napoleonských válek. Nedávné archeologické studie však naznačují, že měl společného předka s pokoutníkem tmavým, který žil v Severní Americe dlouho před tím, než byla lidmi osídlena. Široce rozšířen je pravděpodobně i v Jižní Americe.

### Výskyt v Česku
V Česku se vyskytuje roztroušeně po celém území, zejména v teplejších oblastech. Dříve byl hojnější, dnes čelí silnější konkurenci, o životní prostor musí „bojovat“ s větším pokoutníkem tmavým a řadou dalších synantropních nepůvodních druhů.

## Charakteristika, život
Samice dosahuje délky těla 7,5 až 13 mm, ale se svýma dlouhýma nohama vypadá mnohem větší. Samec je menší, dorůstá maximálně 10 mm, obvykle pak délky 6 až 9 mm. Hlavohruď (cefalothorax) měří 2,5–4 mm. Od samice se samec liší i tím, že má agilnější a delší nohy, protáhlé tělo a „nafouklá“ makadla (pedipalpy), na jejichž koncích se nachází pouzdra, do kterých ukládá sperma. Při páření pak tato pouzdra sune do pohlavního otvoru samice:
- samec: tělo Archivováno 24. 11. 2018 na Wayback Machine., hlava Archivováno 24. 11. 2018 na Wayback Machine.
- samice: tělo Archivováno 28. 8. 2018 na Wayback Machine., hlava Archivováno 24. 11. 2018 na Wayback Machine..

Pavouk má šedohnědou hlavohruď s dvěma tmavými proužky, prsní štít (sternum) hnědý se světlým proužkem, zadeček (abdomen) šedohnědý, béžový až oranžový ozdobený světlou kresbou a nohy (celkem osm) světle hnědé s tmavými kroužky, na koncích se třemi drápky. Celý je oděný do jemných chloupků. Má celkem osm malých očí, seskupených do dvou řad po čtyřech. Čelisti (chelicery) jsou „nůžkovité“.

### Fyzické vlastnosti
Pokoutník domácí je jedovatý (cytotoxický jed), jako naprostá většina pavouků, ale pro člověka nepředstavuje nebezpečí. Jeho chelicery projdou pokožkou jen s velkými obtížemi. Kousnutí, ke kterému dochází jen velmi vzácně, může být buď zcela bezbolestné, nebo mírně bolestivé a následně svědivé, srovnatelné s včelím bodnutím anebo s kousnutím od komára (intenzivnější bývá kousnutí od pokoutníka tmavého). Jed některých druhů z čeledi Agelenidae však může způsobit nekrotické kožní léze.
Když je potřeba, dokáže rychle běhat. Agilně reaguje na situaci ve svém blízkém okolí. Pokud zachytí pohyb velkého objektu, snaží se rychle uprchnout, pokud malého (hmyz), může zaútočit. Je fotosenzitivní, prchá před prudkým světlem a snaží se najít stinné místo, někdy je naopak ke světlu přitahován.

### Potrava
Živí se hmyzem (hlavně mouchami) nebo stejnonožci, čímž je užitečný. Loví jak s pomocí sítě, tak aktivně.

### Způsob života
Vyskytuje se hojně v domech, kůlnách, stájích. Vyhledává tmavá, suchá a ničím nerušená místa. Objevuje se zpravidla po celý rok, ale aktivní je hlavně v noci. Obvykle není vidět, na průzkum se vydává jedině kvůli nedostatku potravy, dokáže však bez ní vydržet i několik dní (patrně až několik měsíců). Když se chce napít, často při svých toulkách uvázne ve vaně nebo v umyvadle, odkud už ale nedokáže vylézt. V rozích místností, výklencích a jiných podobných místech spřádá husté, vodorovně napnuté pavučiny s jakýmsi tunýlkem, v němž je pavouk ukrytý (odtud český název pokoutník – „kouká z kouta“). Pokud se do pavučiny uchytí hmyz, pokoutník okamžitě zareaguje, kořist zpacifikuje a vrátí se i s ní zpět do komůrky, kde bude v klidu hodovat.
Na konci léta se samec různě toulá při hledání partnerky a ukazuje se tak na místech, kterým se jinak vyhýbá. Se samicí pak zůstává několik týdnů a opakovaně se s ní páří. Nakonec poslouží jako potrava, samice ho usmrtí a „sežere“ (vstříkne do něho trávicí enzymy a vysaje) – živiny obsažené v samčím pohlaví zvyšují produkci vajíček. Samice zavěšuje svůj kulovitý kokon s vajíčky (pavučinový závitek) na pavučiny a maskuje ho kousíčky omítky. Po celou dobu jej bedlivě střeží. Kokon může obsahovat 50–60 vajíček. Mláďata se líhnou na jaře a vypadají stejně jako dospělci, jenom jsou podstatně menší. Po nějakém čase se mladí pavouci rozutečou a začnou si stavět vlastní malé pavučinky. Pokoutník se může dožít několika let; samec žije obvykle jen jeden rok, ale samice se může dožít dvou až sedmi let, podle toho, v jakém prostředí – resp. v jaké části lidského obydlí – se nachází. Za celý svůj život může mít samice až 9 kokonů (tj. může vyprodukovat 450 až 540 vajíček).

### Biotop mimo lidskou civilizaci
V přírodě vyhledává skalní stepi, skály, sutě a také ho můžeme nalézt v dutinách nebo pod kůrou stromů.

## Galerie

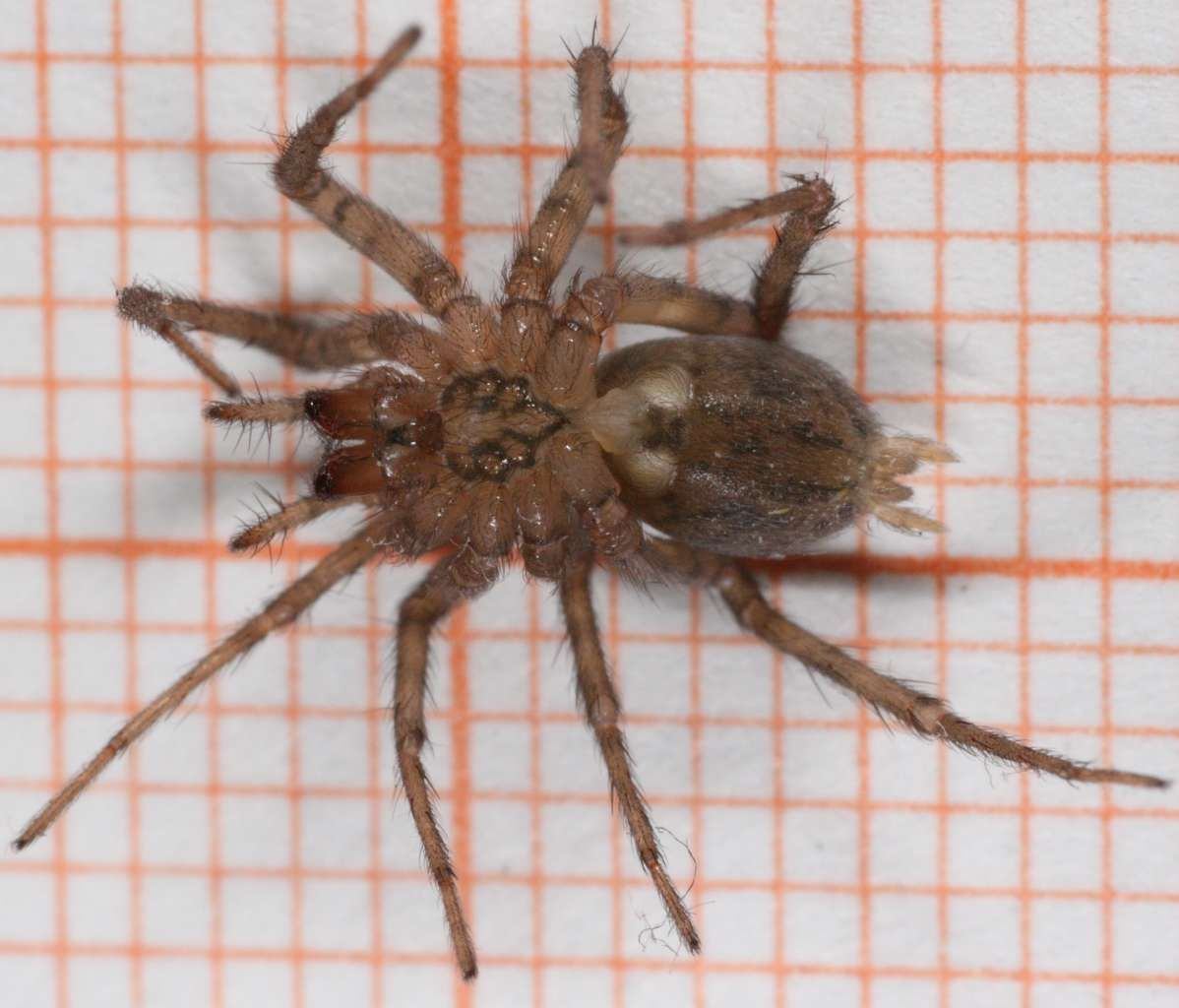
Spodní část s dlouhými snovacími bradavkami
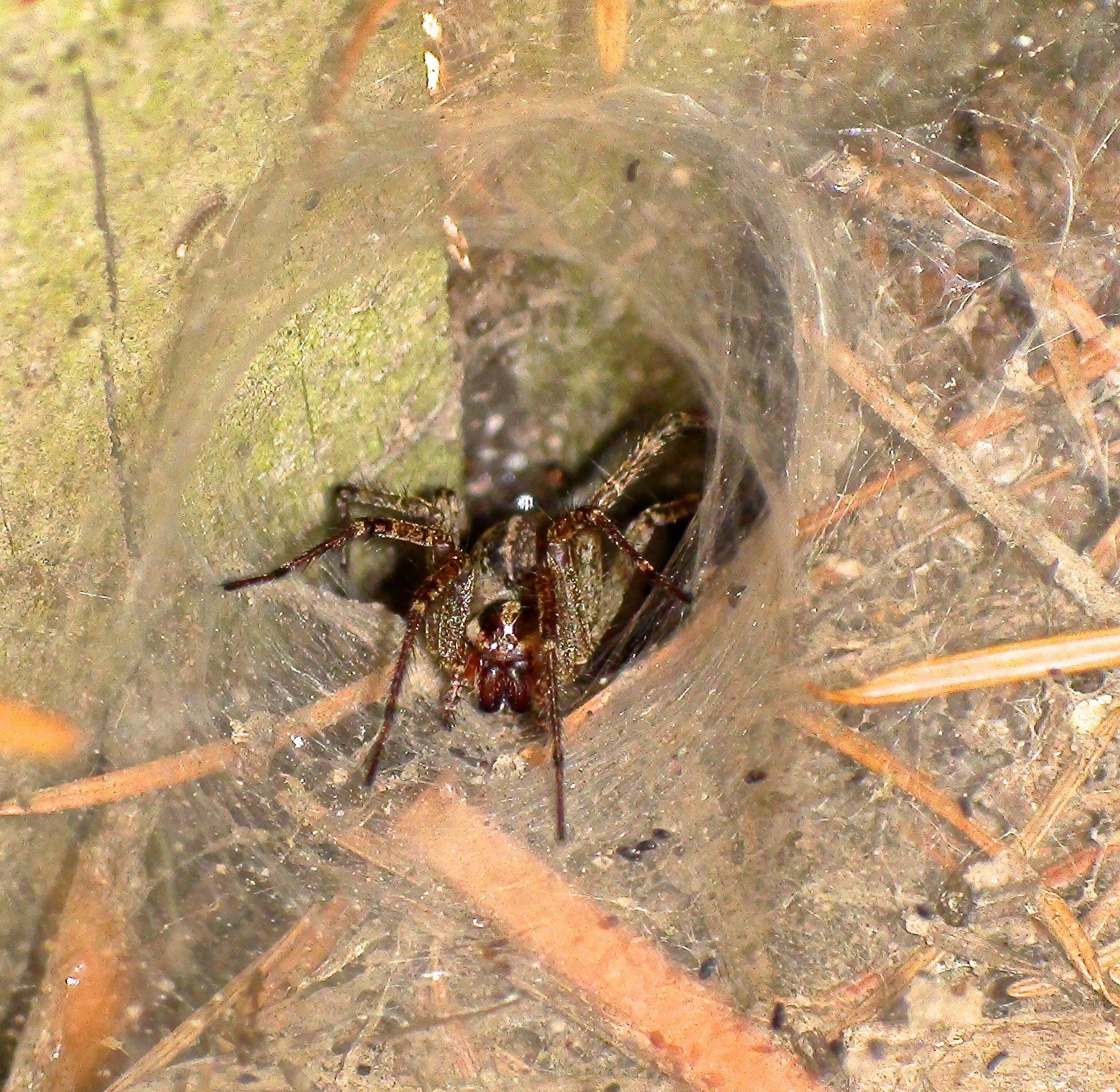
Ukrytý v tunýlku ve své pavučině
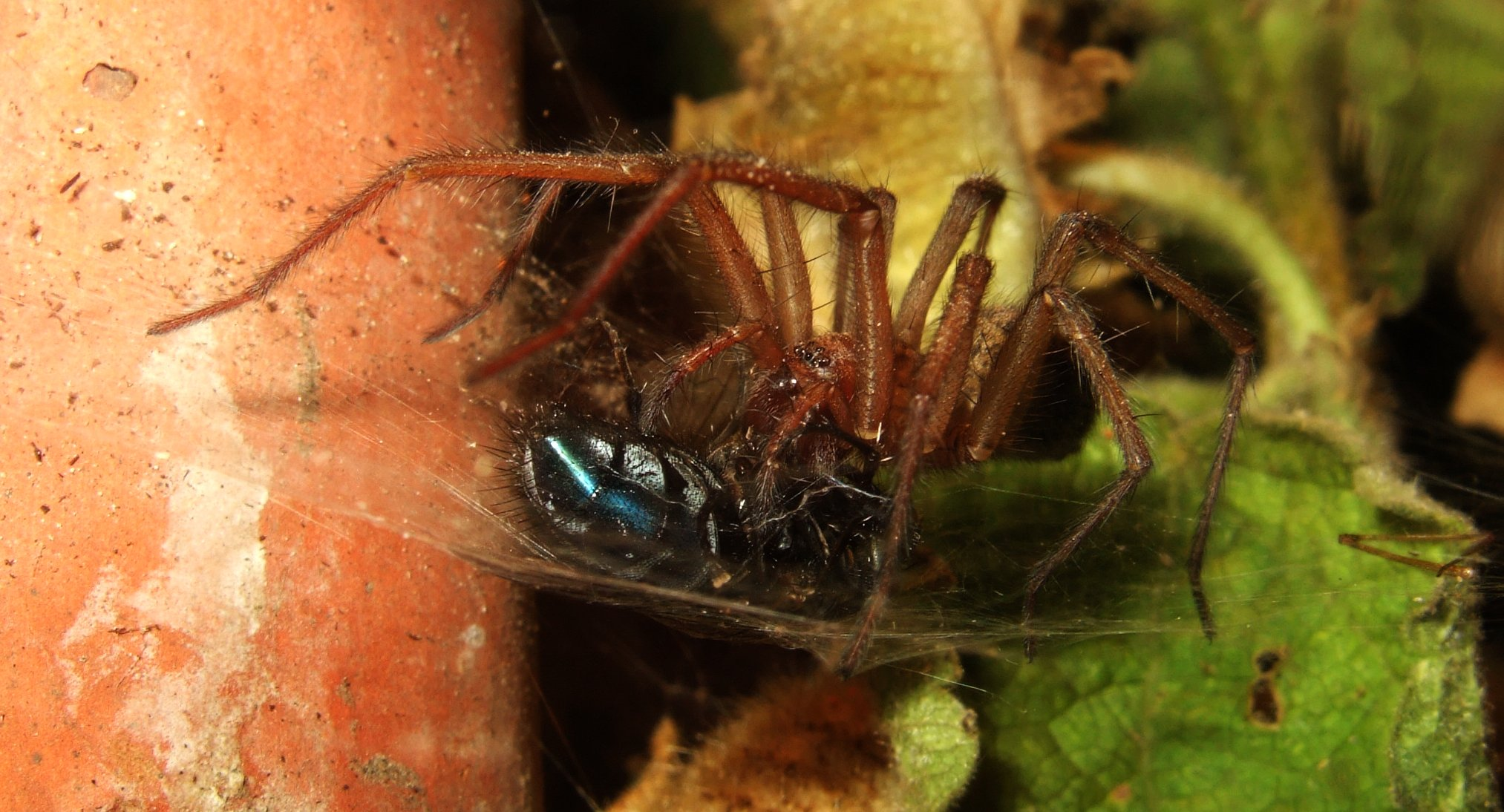
S kořistí
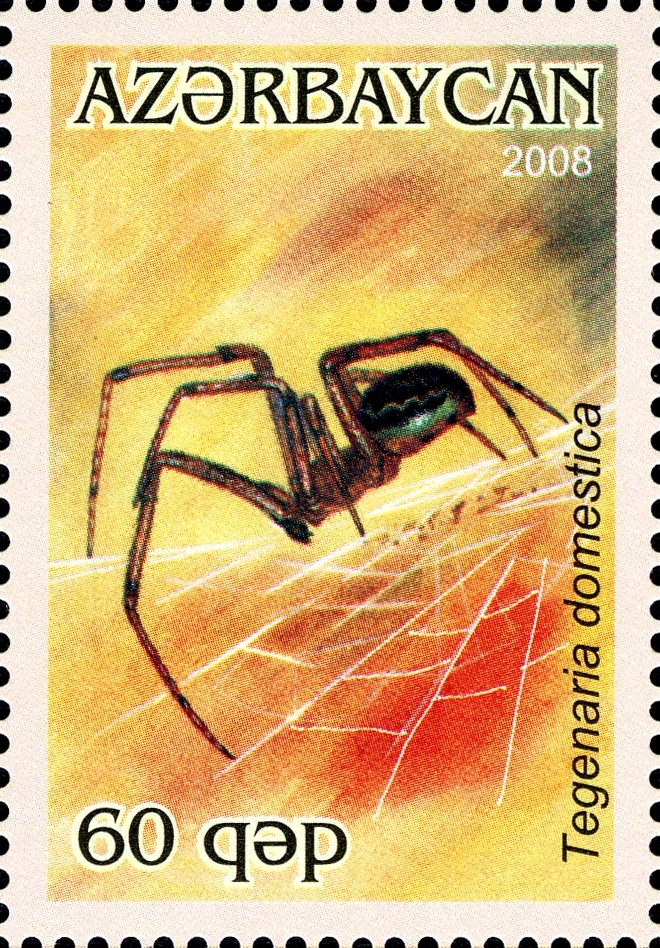
Na ázerbájdžánské známce
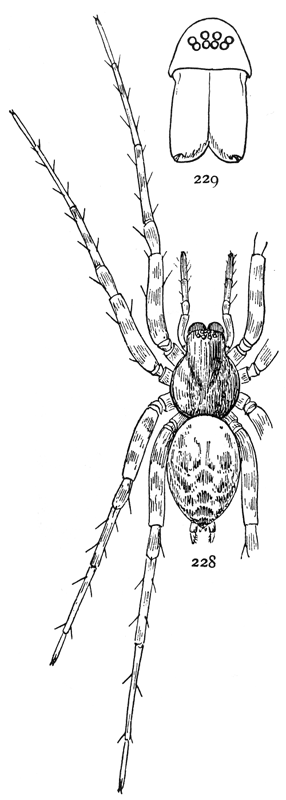
Kresba hlavy a těla